# ورزشگاه کارلوس دیتبورن
ورزشگاه کارلوس دیتبورن (اسپانیایی: Estadio Carlos Dittborn‎) یک ورزشگاه فوتبال در آریکا، شیلی است.
این ورزشگاه که در سال ۱۹۶۲ تأسیس شده دارای ۹٬۷۴۶ نفر ظرفیت می‌باشد و یکی از ورزشگاه‌های جام جهانی فوتبال ۱۹۶۲ بوده‌است.